# Кромак
Кромак (фр. Cromac) насеље је и општина у централној Француској у региону Лимузен, у департману Горња Вијена која припада префектури Белак.
По подацима из 2011. године у општини је живело 260 становника, а густина насељености је износила 10,77 становника/km². Општина се простире на површини од 24,15 km². Налази се на средњој надморској висини од 280 метара (максималној 277 m, а минималној 181 m).

## Демографија
| 1962. | 1968. | 1975. | 1982. | 1990. | 1999. | 2011. |
| ----- | ----- | ----- | ----- | ----- | ----- | ----- |
| 438   | 446   | 426   | 411   | 339   | 302   | 260   |

График промене броја становника у току последњих година